# Деменицкая, Раиса Михайловна
Раиса Михайловна Деменицкая  (1912 — 1997) — советский и российский учёный-геолог в области геодинамики и тектонике, доктор геолого-минералогических наук (1959), профессор (1960). Директор Ленинградского отделения Института океанологии АН СССР (1978—1987). Лауреат Государственной премии СССР в области науки и техники (1986).

## Биография
Родилась 10 июня 1912 году в Москве.
С 1930 по 1935 годы проходила обучение на геологоразведочном факультете Ленинградского горного института.
С 1935 года после окончания института по специальности — горный инженер-геолог, была принята на работу в Арктический научно-исследовательский институт. Р. М. Деменицкая была участником многочисленных экспедиций в Арктику, занимаясь в основном, исследованиями Северного Ледовитого океана, Антарктиды и общими проблемами строения земной коры.
С 1948 по 1979 годы работала в НИИ геологии Арктики — начальником партии, главным инженером, старшим научным сотрудником и заведующей геофизическим отделом. В 1959 году Р. М. Деменицкая защитила докторскую диссертацию во Всесоюзном нефтяном научно-исследовательском геологоразведочном институте по теме: «строение кристаллической части оболочки Земли по геофизическим данным».
В 1962 году  благодаря инициативе Р. М. Деменицкой, поддержанной Министерством геологии СССР, в составе НИИ геологии Арктики, согласно постановлению СМ СССР была организована геофизическая экспедиция для изучения шельфа морей Советской Арктики, получившая название Полярной. В дальнейшем Р. М. Деменицкая осуществляла научное руководство всей  деятельностью Полярной экспедиции, включая геофизические исследования на шельфах Арктических морей и дрейфующего льда Северного ледовитого океана, геолого-геофизические работы в Антарктиде и Мировом океане.
С 1978 по 1987 годы Р. М. Деменицкая — директор Ленинградского отделения Института океанологии АН СССР. С 1987 по 1991 годы —   главный научный сотрудник, и с 1991 по 1995 годы — советник Института океанологии имени П. П. Ширшова РАН.
Р. М. Деменицкая являлась ведущим учёным в области геодинамики и строения земной коры. Р. М. Деменицкая была одним из пионеров морской геофизики, инициатором геофизического изучения Северного Ледовитого океана.  Исследования Р. М. Деменицкой стали основой крупных геофизических открытий, главное из которых — открытие и изучение хребта Гаккеля в Северном Ледовитом океане. В 1986 году «за исследования рельефа дна Северного Ледовитого океана» Р. М. Деменицкая была удостоена — Государственной премии СССР
Р. М. Деменицкой было опубликовано более двухсот научных работ, в том числе восемь монографий, имела два научных открытия и двенадцать авторских свидетельств на изобретения. Научные интересы Р. М. Деменицкой лежали также в области изучения структуры Арктического шельфа, она работала над историей морских геофизических исследований в Мировом океане. Р. М. Деменицкая вела активную научно-педагогическую деятельность, являясь членом двух специализированных советов по присуждению степени доктора геолого-минералогических наук и доктора физико-математических наук при Санкт-Петербургском государственном университете и ВНИИОкеангеология. Академик РАЕН (1993)
Умерла в 1997 году в Санкт-Петербурге.

## Основные работы
- Деменицкая Р. М. Строение кристаллической части оболочки Земли по геофизическим данным / М-во геологии и охраны недр СССР. Науч.-исслед. ин-т геологии Арктики. Всесоюз. науч.-исслед. нефт. геол.-развед. ин-т. - Ленинград : Гостоптехиздат. Ленингр. отд-ние, 1959 г. — 27 с.
- Деменицкая Р. М. Основные черты строения коры Земли по геофизическим данным / Под ред. д-ра физ.-мат. наук В. В. Федынского. - Ленинград : Гостоптехиздат. Ленингр. отд-ние, 1961 г. — 223 с. - (Труды Научно-исследовательского института геологии Арктики Министерства геологии и охраны недр СССР; Т. 115)
- Деменицкая Р. М.  Геофизические методы разведки в Арктике : [Сборник статей] / [Под ред. д-ра геол.-минералогич. наук Р. М. Деменицкой]. - Ленинград : Гостоптехиздат. Ленингр. отд-ние, 1962 г. — 215 с. - (Труды Научно-исследовательского института геологии Арктики Министерства геологии и охраны недр СССР; Т. 132. Вып. 4).
- Деменицкая Р. М. Новые данные о геологическом строении для Северного Ледовитого океана по материалам геофизических исследований / Р. М. Деменицкая, А. М. Карасик, Ю. Г. Киселев. - Люберцы:  1963 г. — 11 с. - (Доклады/ V Всесоюз. науч.-техн. геофиз. конференция).
- Деменицкая Р. М. Геофизические исследования в районе советских геологических экспедиций в Антарктиде: Служебное информ. сообщение по теме № 182.б / Отв. исполнитель Р. М. Деменицкая ; Науч.-исслед. ин-т геологии Арктики Гос. геол. ком. СССР. - Ленинград :  1963 г. — 4 с.
- Деменицкая Р. М. Краткое наставление по учету переменного магнитного поля при аэромагнитных съемках в Арктике и Субарктике / Б. А. Александров ; под редакцией д-ра геолого-минералогических наук Р. М. Деменицкой ; Научно-исследовательский ин-т геологии Арктики, Гос. геол. ком. СССР. - Ленинград :  1964 г. — 42 с.
- Деменицкая Р. М. Кора и мантия Земли / Москва : Недра, 1967 г. — 280 с.
- Деменицкая Р. М. Наставление по проведению гидромагнитной съемки [Текст] / Под ред. д-ра геол.-минер. наук Р. М. Деменицкой ; Науч.-исслед. ин-т геологии Арктики М-ва геологии СССР. - Ленинград :  1972 г. — 46 с.
- Деменицкая Р. М. Океанографическая энциклопедия / Пер. с англ. А. А. Алимова [и др.] ; Отв. ред. д-р геол.-минерал. наук, проф. Р. М. Деменицкая [и др.]. - Ленинград : Гидрометеоиздат, 1974 г. — 630 с.
- Деменицкая Р. М. Геотектонические предпосылки к поискам полезных ископаемых на шельфах Северного Ледовитого океана : Сборник статей / Ред. д-р геол.-минерал. наук Р. М. Деменицкая и др. ; Науч.-исслед. ин-т геологии и Арктики М-ва геологии СССР. - Ленинград : НИИГА, 1974 г. — 96 с.
- Деменицкая Р. М. Кора и мантия Земли / 2-е изд., перераб. и доп. - Москва : Недра, 1975 г. — 255 с.
- Деменицкая Р. М. Подводные горы : (Пробл. геофиз. изуч.) / [Р.М. Деменицкая, А.М. Городницкий, В.Д. Каминский, Э.М. Литвинов] ; Под ред. доц. Т.С. Дзоценидзе. - Ленинград : Недра. Ленингр. отд-ние, 1978 г. — 163 с.
- Деменицкая Р. М. Измерение электрических полей в океане / Ленинград : Недра. Ленингр. отд-ние, 1979 г. — 87 с. - (Труды / Науч.-произв. об-ние "Севморгео", НИИ геологии Арктики; Т. 181)
- Деменицкая Р. М. Естественные физические поля океана / Р. М. Деменицкая, С. С. Иванов, Э. М. Литвинов. - Л. : Недра : Ленингр. отд-ние, 1981 г. — 272 с.

## Награды
- Орден Трудового Красного Знамени
- Орден Знак Почёта
- Медаль «За трудовую доблесть»
- Медаль «За доблестный труд в Великой Отечественной войне 1941—1945 гг.»

### Премии
- Государственная премия СССР в области науки и техники (1986 — «за исследования рельефа дна Северного Ледовитого океана»